# Prosopocera bicornuta
Prosopocera bicornuta är en skalbaggsart som beskrevs av Stefan von Breuning 1971. Prosopocera bicornuta ingår i släktet Prosopocera och familjen långhorningar.
Artens utbredningsområde är Moçambique. Inga underarter finns listade i Catalogue of Life.